# 羽島市民病院
羽島市民病院（はしましみんびょういん）は岐阜県羽島市にある医療機関。羽島市が運営する病院である。

## 概要
羽島市民病院は診療科16科・病床281床（一般271床、結核10床）を有する、羽島市を代表する病院である。日本医療機能評価機構認定病院。臨床研修指定病院。救急指定病院として岐阜県知事により告示されている。また、岐阜県結核予防計画に基づく結核病床を有する病院である。他に県内では長良医療センター、大垣市民病院、県立多治見病院、白鳥病院など当院を含めて9病院が指定されている。
羽島市を中心とした岐阜医療圏南部の基幹病院の一つであり、地域医療の中核病院としての役割を担っている。しかし比較的都市部にある本院においても医師不足の影響が及びはじめている。産科においては常勤医が1-2名という状態が続いていることや、周辺には30箇所以上の分娩施設が集中する岐阜市や集約先である松波総合病院があるため、派遣元である岐阜大学の松波総合病院への集約化の方針が示され、2007年12月をもって本院では分娩の取り扱いが中止となっている。なお婦人科に関しては集約化後も診察が行われている。
その他の診療面での特徴として、羽島市民病院では全ての病棟がセンター化されていることが挙げられる。救急医療に関しては第2病棟1階にある救急医療センターで365日24時間体制で二次救急医療を中心に行っており、年間約2,000台の救急車搬送・約22,000人の救急外来患者を受け入れている。また外科・泌尿器科など5科の病棟となっている外科系総合センターにおいてはICUが11床設置されており、主に手術後の管理に使用されている。
設備面においてはMRIやCT、マンモグラフィなど多数の高度医療機器を備えている。施設面においては前述の通り全ての病棟がセンター化されており、疾病に合わせた治療が各センターで行われている。本院の建物は平成15年から順次改築がなされており2005年3月には現在の第2病棟が完成し、救急医療センターの設置など救急医療を拡充したほか、電子カルテの導入によるIT化や大地震にも耐えうる免震構造なども採りいれられている。さらに2005年8月には耐震補強を中心とした第1病棟の改修工事も開始し、2006年2月には工事が完成している。そのほか福利厚生として院内には職員向けの託児所が併設されている。なお羽島市民病院においては、2007年5月より駐車場なども含め敷地内は全面禁煙となっている。
そのほかの特徴として同じ羽島市内には看護師を養成する学校が岐阜県立看護大学・羽島市医師会准看護学校の2校あり、羽島市民病院はこれらの学校の主な実習施設となっている。また本院は地域医療連携室を設置するなど病診連携にも積極的に取り組んでいるほか、糖尿病教室などを通じた市民の健康増進も行っている。地域医療連携室設置に伴い開放型病床が10床開設されており、開放型病院としての機関指定もされている。そのほか前述の通り医師不足にともなう産科休止や折からの公立病院改革に伴い、本院においても「羽島市民病院あり方検討委員会」が設置され、地域中核病院としてその「あり方」が模索されている。経営面においては、純損失3.97億円・医業収支比率96.4%（平成17年度決算値）となっており、全国の公立病院の医業収支比率平均値が90%前後であることを考えれば健闘している値とはいえる。

## 沿革
- 1955年（昭和30年）10月8日：羽島市国民保険直営羽島病院として開設[2]。内科、外科、小児科、産婦人科で、病床は29床。
- 1959年（昭和34年）4月：羽島市国民健康保険羽島病院に改称[2]。
- 1974年（昭和49年）2月：救急病院に指定される。
- 1978年（昭和53年）4月：総合病院に指定[2]。
- 1986年（昭和61年）
  - 4月：羽島市民病院に改称[2]。
  - 薬剤などの在庫管理などのコスト削減策を徹底し、黒字に転換[1]。
- 1994年（平成6年）度：累積赤字を解消[1]。
- 1997年（平成9年）：「自治体立優良病院」として岐阜県内2例目の表彰[1]。
- 2004年（平成16年）11月：臨床研修病院に指定される
- 2005年（平成17年）4月：新第2病棟稼動開始[2]。
- 2012年（平成24年）4月：医師不足で精神科を休床[1]。
- 2014年（平成26年）
  - 3月：運転資金不足で、羽島市から3億円を借り入れ[1]。
  - 4月：経営改善委員会を設置[1]。

## 診療科
- 内科
- 総合内科
- 腎臓内科
- 血液内科
- 内分泌・糖尿病内科
- リウマチ科
- 神経内科
- 呼吸器内科
- 消化器内科
- 循環器内科
- 外科・消化器外科
- 脳神経外科
- 整形外科
- 小児科
- 眼科
- 皮膚科
- 泌尿器科
- 産婦人科
- 耳鼻咽喉科
- 麻酔科
- 人工透析内科
- リハビリテーション科

## 専門外来
- セカンドオピニオン外来
- 禁煙外来 ほか

## 施設概要

### 診療棟
- 診療各科
- 健康管理センター
- 血液浄化センター
- 放射線科 ほか

### 第1病棟
- 頚・腰・骨センター
- 脳血管センター
- 地域包括ケアセンター
- 神経内科・内分泌糖尿病内科・子供センター
- 多目的ホール ほか

### 第2病棟
- 救急医療センター
- 循環器・呼吸器センター
- 外科系総合センター
- 消化器センター
- 手術センター ほか

## 交通機関
- 名鉄竹鼻線 竹鼻駅より徒歩で約5分。
- 羽島市コミュニティバス赤バス・青バス 「市民病院」バス停より徒歩ですぐ。
- 名神高速道路 岐阜羽島IC下車の後、車で10分程度。